# ایستگاه متروی رودکی
ایستگاه متروی رودکی، یکی از ایستگاه‌های خط ۷ مترو تهران است. ایستگاه در تقاطع بزرگراه شهید نواب صفوی و خیابان سپه قرار دارد.
این ایستگاه در ۳ مهر ۱۳۹۶ تأسیس شده و در ۲۳ تیر ۱۳۹۷ بازگشایی شده‌است. و در عمق ۲۷.۰۲ متری از سطح زمین می‌باشد .
همچنین ایستگاه بی آر تی امام خمینی از خط ۴ در کنار این ایستگاه مترو قرار دارد.

## مسافرگیری
از روز دوشنبه ۳ مهر ۱۳۹۶، مسافرگیری ایستگاه رودکی بدون برگزاری مراسم افتتاح رسمی، آغاز شد.